# Starnberg
Starnberg è una città tedesca di 22.787 abitanti, situata nel land della Baviera. Sorge 30 km a sud-ovest di Monaco ed è il capoluogo e il centro maggiore del circondario omonimo.

## Geografia fisica
Situata tra Monaco di Baviera e le Alpi, è famosa per il suo lago, lo Starnberger See.

## Storia
Nel XIX secolo, questo vecchio villaggio di pescatori si trasformò in una nota località turistica estiva. In quegli anni, l'élite di Monaco vi si stabilì facendo edificare tanto vicino alla riva così da limitare l'accesso al lago.

## Popolazione
L'andamento demografico di Starnberg ha avuto un sostanziale incremento negli anni settanta del XX secolo, con un lieve e progressivo incremento nell'ultimo decennio.
| Anno | Abitanti |
| ---- | -------- |
| 1871 | 1.147    |
| 1900 | 2.853    |
| 1910 | 3.633    |
| 1919 | 4.214    |
| 1929 | 4.838    |
| 1939 | 5.846    |

| Anno | Abitanti |
| ---- | -------- |
| 1946 | 8.540    |
| 1950 | 9.234    |
| 1960 | 10.490   |
| 1970 | 10.504   |
| 1978 | 17.517   |
| 1983 | 17.583   |

| Anno | Abitanti |
| ---- | -------- |
| 1990 | 20.371   |
| 2000 | 21.650   |
| 2002 | 22.507   |
| 2003 | 22.543   |
| 2004 | 22.676   |
| 2005 | 23.067   |

## Starnberger See

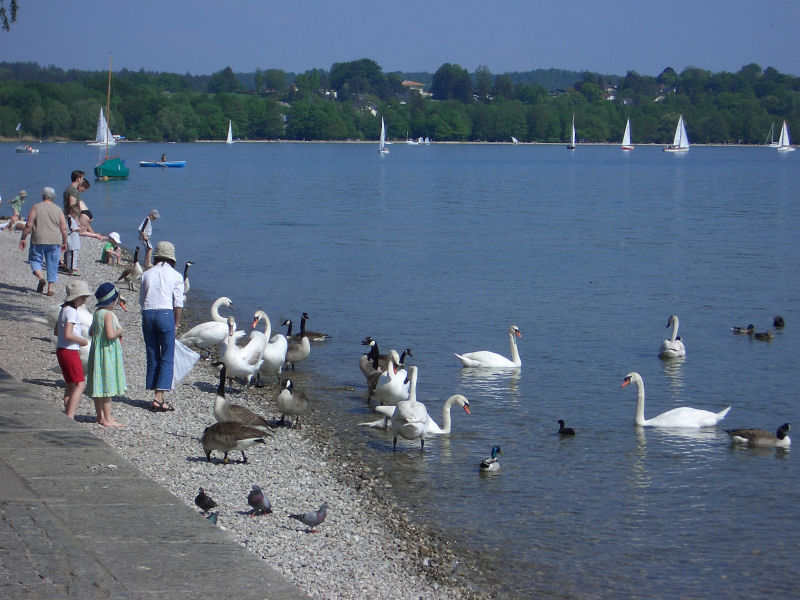
Particolare del lago di Starnberg

Lungo 21 km e largo 5, con i suoi 125 metri di profondità, è il maggiore specchio d'acqua dell'area. Il perimetro è di 55 km percorribili in auto o in bici.
I nobili costruirono qui le loro residenze estive, come l'imperatrice Elisabetta di Baviera (detta Sissi) che trascorreva le sue estati a Possenhofen, mentre il cugino Ludwig II sceglieva Berg.

## Amministrazione

### Gemellaggi
- Dinard - Francia (1972)

## Filmografia
Starnberg è stata il proscenio del film Verbotene Liebe, andato in onda in Italia con il titolo Forbidden Love - Amore proibito.